# Sindères
Sindères foi uma comuna francesa na região administrativa da Nova Aquitânia, no departamento Landes. Estendia-se por uma área de 19,25 km². Em 2010 a comuna tinha 185 habitantes (densidade: 9,6 hab./km²).
Em 1 de janeiro de 2019, passou a formar parte da nova comuna de Morcenx-la-Nouvelle.